# Sebastiania chahalana
Sebastiania chahalana är en törelväxtart som beskrevs av Cyrus Longworth Lundell. Sebastiania chahalana ingår i släktet Sebastiania och familjen törelväxter.
Artens utbredningsområde är Guatemala. Inga underarter finns listade i Catalogue of Life.